# Серахта (верхний приток Костромы)
Это статья о реке Серахта, верхнем притоке Костромы. Статью о Серахте, нижнем притоке Костромы см. здесь
Серахта — река в России, протекает в Солигаличском районе Костромской области. Устье реки находится в 318 км по правому берегу реки Кострома. Длина реки составляет 17 км, площадь водосборного бассейна 52,1 км².
Исток реки западнее деревни Прокофьево в 24 км к северо-востоку от Солигалича. Река течёт по лесному массиву на юг и юго-запад, в среднем течении вблизи реки деревни Галибино и Колосово. Крупнейший приток — Каменка (левый). Впадает в Кострому напротив села Бурдуково.

## Данные водного реестра
По данным государственного водного реестра России относится к Верхневолжскому бассейновому округу, водохозяйственный участок реки — Кострома от истока до водомерного поста у деревни Исады, речной подбассейн реки — Волга ниже Рыбинского водохранилища до впадения Оки. Речной бассейн реки — (Верхняя) Волга до Куйбышевского водохранилища (без бассейна Оки).
По данным геоинформационной системы водохозяйственного районирования территории РФ, подготовленной Федеральным агентством водных ресурсов:
- Код водного объекта в государственном водном реестре — 08010300112110000011673
- Код по гидрологической изученности (ГИ) — 110001167
- Код бассейна — 08.01.03.001
- Номер тома по ГИ — 10
- Выпуск по ГИ — 0